# Simon Makienok
Simon Makienok Christoffersen (* 21. November 1990 in Næstved) ist ein dänischer Fußballspieler. Der Stürmer war dänischer Nationalspieler.

## Karriere

### Dänische Vereinskarriere
Makienok verließ als B-Jugendlicher seinen Heimatverein Næstved BK und wechselte zu Herfølge BK, wo er 2009 in der zweiten dänischen Liga seine ersten Profispiele absolvierte. Im weiteren Saisonverlauf kam er noch zu drei weiteren Einsätzen, bevor die Mannschaft am Ende der Spielzeit als Meister den Aufstieg in die Superliga feiern konnte. Nach der Saison schloss sich der Klub mit einem anderen Verein zum HB Køge zusammen. Die Mannschaft stieg in der Folge wieder aus der ersten Liga ab. Makienok hatte dabei am 21. November 2009 seinen ersten Torerfolg feiern können. Weite Teile der Saison verpasste er jedoch aufgrund einer Verletzung.
In der Saison 2010/11 schaffte Makienok seinen Durchbruch zum Stammspieler und Leistungsträger. In 28 Spielen, in denen er stets in der Startelf stand, erzielte er 16 Tore. Am 14. Spieltag gelang ihm zudem ein Dreierpack. Am Ende der Saison stieg die Mannschaft als Tabellenzweiter in die erste Liga auf. Auch dort konnte er regelmäßig durch gute Leistungen auf sich aufmerksam machen, während die Mannschaft eine enttäuschende Hinrunde erlebte, in der sie nur ein Spiel gewann.
Daraufhin wechselte der Angreifer in der Winterpause den Verein und unterschrieb Ende Januar 2012 einen bis Sommer 2016 gültigen Vertrag beim Ligakonkurrenten Brøndby IF. Am 4. März desselben Jahres gab Makienok in einem Ligaspiel seinen Einstand für Brøndby, bevor er zwei Wochen später seinen ersten Treffer erzielte. Insgesamt wurde er in seiner ersten Halbserie vierzehnmal eingesetzt und schoss fünf Tore. Auch in der folgenden Saison war er Stammspieler. Mit 15 Toren in 30 Spielen gelang ihm seine bis dahin beste Bilanz in der ersten dänischen Liga. Darunter waren auch vier Doppelpacks. Auch 2013/14 konnte er seine Torquote halten und traf in 24 Spielen zwölfmal. Durch das Erreichen des vierten Tabellenplatzes konnte der Verein an der Qualifikation zur Europa League teilnehmen, scheiterte aber am FC Brügge.

### Italien, England und Niederlande
Kurz vor dem Ende der Sommertransferperiode wechselte Makienok im August 2014 zum italienischen Erstligisten US Palermo, mit dem er sich auf einen Vierjahresvertrag verständigte. Die Ablösesumme lag Vereinsangaben zufolge bei 17 Millionen Kronen (circa 2,3 Millionen Euro). Am 15. September 2014 kam der Stürmer in der Serie A zu seinem Pflichtspieldebüt für Palermo.
Sportlich gesehen war seine Zeit in Italien aber enttäuschend. Makienok kam in der Saison 2014/15 in Palermo nur zu vier Einsätzen und wurde schon nach einem Jahr an den englischen Zweitligisten Charlton Athletic verliehen, der ihn für die Dauer einer Spielzeit verpflichtete. Der Däne absolvierte 37 Pflichtspiele für den Verein, in denen er fünf Tore sowie drei Assists beisteuern konnte. Am Saisonende stieg er mit Charlton in die drittklassige League One ab. Es folgte eine Leihe zum vormaligen Ligakonkurrenten Preston North End, mit dem Makienok die Klasse halten konnte.
Nach Ende seines Engagements in England verkaufte Palermo den Angreifer an den niederländischen Erstligisten FC Utrecht. Nach zwei Spielen über 90 Minuten in der Qualifikation zur Europa League zog sich Makienok einen Bänderriss im Knie zu und fiel für den Rest der Saison 2017/18 aus. Nach seiner Rückkehr kam er im Spätsommer 2018 auf drei Kurzeinsätze in der Eredivisie, fiel jedoch erneut aufgrund seiner vorherigen Verletzung aus und musste operiert werden. Zum 12. Spieltag der Spielzeit 2019/20 konnte der Däne wieder am Spielbetrieb Utrechts teilnehmen und im Pokal das Viertelfinale erreichen.

### Deutschland
Ende Januar 2020 folgte schließlich ein Wechsel nach Deutschland zum Zweitligisten Dynamo Dresden, der ihn mit einem Vertrag bis zum Saisonende ausstattete. Dort traf er auf seinen Ex-Kollegen aus der dänischen U21, Brian Hamalainen.
Nach dem Abstieg der Sachsen wechselte Simon Makienok ablösefrei zum FC St. Pauli und unterschrieb dort einen Vertrag mit einer Laufzeit von 2 Jahren.

### Zurück in Dänemark
Nach Ablauf seines Vertrags in St. Pauli wechselte Makienok im Sommer 2022 in die dänische Superliga zu AC Horsens. Nach einer Saison erfolgte ein weiterer Wechsel zu Hvidovre IF.

### Nationalmannschaft
Makienok läuft bereits seit seiner Jugend für dänische Auswahlteams auf. Für die U19-Nationalmannschaft kam er 2009 achtmal zum Einsatz und erzielte ein Tor. Zu weiteren drei Einsätzen kam er für die U20. Im Jahr 2011 gehörte Makienok bei der Europameisterschaft zum Aufgebot der U21-Auswahl, für die er von 2009 bis 2012 dreizehnmal auflief und zwei Tore erzielte.
Am 22. März 2013 gab er seinen Einstand für die dänische A-Nationalmannschaft in einem WM-Qualifikationsspiel in Prag gegen Tschechien. Insgesamt kam der Stürmer 2013 zu fünf Einsätzen in Qualifikationsspielen, in denen die Mannschaft den Einzug in die Endrunde verpasste.

## Spielweise
Makienok ist ein klassischer Mittelstürmer, der über eine gute Physis verfügt und dank seiner Körpergröße von gut zwei Metern ausgesprochen kopfballstark ist. Er ist torgefährlich und trotz seiner Statur technisch sehr stark.

## Erfolge
Herfølge BK
- Meister der 1. Division und Aufstieg in die Superliga: 2009

## Persönliches
Makienok gab im April 2014 die Verlobung mit der Fernsehmoderatorin Ibi Støving (* 1975) bekannt. Sie heirateten im September desselben Jahres in der Holmens Kirke in Kopenhagen. Im Jahr 2020 wurde die Ehe geschieden.